# Рівняння Власова
Рівняння Власова — система диференціальних рівнянь із самоузгодженим полем для опису розрідженої плазми.
{\displaystyle {\frac {\partial f_{\alpha }}{\partial t}}+\mathbf {v} \nabla f_{\alpha }+{\frac {e_{\alpha }}{m_{\alpha }}}\left(\mathbf {E} +{\frac {1}{c}}[\mathbf {v} \times \mathbf {B} ]\right){\frac {\partial f_{\alpha }}{\partial \mathbf {v} }}=0,}
{\displaystyle {\text{rot}}\;\mathbf {B} ={\frac {1}{c}}{\frac {\partial \mathbf {E} }{\partial t}}+{\frac {4\pi }{c}}\mathbf {j} },
{\displaystyle {\text{div}}\;\mathbf {E} =4\pi \rho },
{\displaystyle \rho =\sum _{\alpha }e_{\alpha }\int f_{\alpha }d^{3}\mathbf {v} }.
{\displaystyle \mathbf {j} =\sum _{\alpha }e_{\alpha }\int \mathbf {v} f_{\alpha }d^{3}\mathbf {v} }.
де α - сорт заряджених частинок (сюди входять електрони та іони), {\displaystyle f_{\alpha }(\mathbf {r} ,\mathbf {v} )} - функція розподілу частинок відповідного сорту в просторі та за швидкостями, {\displaystyle e_{\alpha }} та {\displaystyle m_{\alpha }} — заряд та маса частинок, відповідно, {\displaystyle \mathbf {E} } — напруженість електричного поля, {\displaystyle \mathbf {B} } — вектор магнітної індукції, {\displaystyle \rho } - густина вільних зарядів, {\displaystyle \mathbf {j} } - густина струму, c - швидкість світла.
На відміну від рівнянь Больцмана в рівняннях Власова немає інтегралу зіткнень, однак взаємодія між зарядженими частинками враховується самоузгодженими значеннями електричного та магнітного полів, які знаходяться із рівнянь Максвела.

## Історія
Рівняння були запропоновані Анатолієм Власовим у 1938 році.